# Facetmobile

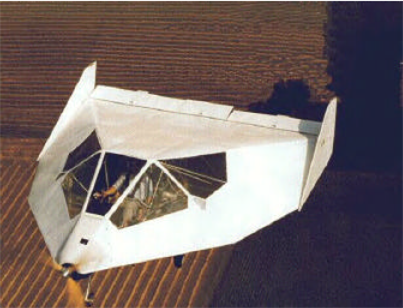
El Facetmobile FMX-4 en vuelo.

El Facetmobile (o FMX-4 Facetmobile) es un avión casero diseñado y construido por Barnaby Wainfan de Estados Unidos, un aerodinamista e ingeniero de NACA.
Aunque solo se ha construido un único prototipo del Facetmobile, ha ganado fama a causa de algunas características particulares.  El avión es una especie de cruza entre la configuración de un fuselaje sustentador y un ala volante - todo el avión es una sola ala con una baja relación de aspecto: una forma angular y chata de un perfil de sustentación. Se destaca la forma del avión formada por 11 superficies planas, que se asemeja en alguna medida al fuselaje del avión caza F-117 Nighthawk, aunque no posee estructuras alares separadas. 
El Facetmobile fue diseñado antes de que se diera a conocer al público la forma del fuselaje del F-117, y Wainfan sostiene que la similitud es solo una coincidencia, proveniente de diferentes requerimientos ingenieriles (el F-117 utiliza placas planas para proveerle de su característica furtiva, mientras que en el Facetmobile se los utiliza para simplificar la construcción).